# Wieleń Pomorski
Wieleń Pomorski [ˈvjɛlɛɲ pɔˈmɔrski] là một ngôi làng thuộc khu hành chính của Gmina Chociwel, thuộc hạt Stargard, West Pomeranian Voivodeship, ở phía tây bắc Ba Lan. Nó nằm khoảng 6 kilômét (4 mi) phía đông bắc Chociwel, 31 km (19 mi) về phía đông bắc của Stargard và 55 km (34 mi) về phía đông của thủ đô khu vực Szczecin.
Trước năm 1945, khu vực này là một phần của Đức. Đối với lịch sử của khu vực, xem Lịch sử của Pomerania.

Ngôi làng có dân số 106 người. 
1. ↑  "Central Statistical Office (GUS) - TERYT (National Register of Territorial Land Apportionment Journal)" (bằng tiếng Ba Lan). ngày 1 tháng 6 năm 2008.